# Janssoniella intermedia
Janssoniella intermedia är en stekelart som beskrevs av Karl-Johan Hedqvist 1968. Janssoniella intermedia ingår i släktet Janssoniella och familjen puppglanssteklar.
Artens utbredningsområde är:
- Finland.
- Sverige.

Arten är reproducerande i Sverige. Inga underarter finns listade i Catalogue of Life.